# بطرس الشماس
بطرس الشماس (بالفرنسية: Pierre le Diacre)‏ كان أمين مكتبة دير مونتي كاسينو، وأكمل وقائع الدير الكاسيني. كتب تلك الوقائع أصلًا ليو من أوستيا. وفقًا لكل من كالادون ولورد نورويتش فإن بيتر هو مؤرخ وكاتب أدنى بكثير من ليو.